# Valdelinares (kommunhuvudort)
Valdelinares är en kommunhuvudort i Spanien.   Den ligger i provinsen Provincia de Teruel och regionen Aragonien, i den östra delen av landet, 260 km öster om huvudstaden Madrid. Valdelinares ligger 1 682 meter över havet och antalet invånare är 149.
Terrängen runt Valdelinares är lite kuperad. Runt Valdelinares är det mycket glesbefolkat, med 2 invånare per kvadratkilometer. Närmaste större samhälle är Alcalá de la Selva, 9,9 km väster om Valdelinares. 